# Keep the Faith
Keep the Faith es el quinto álbum de estudio de la banda estadounidense de rock Bon Jovi, publicado por Mercury Records el 3 de noviembre de 1992. Este trabajo supuso una ruptura con el pasado y un cambio radical respecto a sus anteriores trabajos, ya que modernizaron su sonido y su imagen para encajar en la nueva escena musical de los años noventa, hecho que les generó bastantes críticas. Aun así, el disco cosechó una buena acogida a nivel comercial y vendió doce millones de copias en todo el mundo. También alcanzó el número uno en el Reino Unido, Australia, Finlandia y se coronó como el más vendido del año 1993 en Suiza, el segundo en Alemania y el tercero en Austria. Además, obtuvo veintidós discos de platino alrededor del mundo, entre ellos cinco en Canadá, tres en Australia, dos en los Estados Unidos y Japón, y uno en Alemania y España.
Los sencillos «Keep the Faith» y «Bed of Roses» son los que mejor repercusión obtuvieron. El primero estuvo entre los diez más vendidos en las listas del Reino Unido, Alemania, Canadá y Australia. Mientras que el segundo se posicionó en el número 10 del Billboard Hot 100 y logró un disco de plata en el Reino Unido y uno de oro en Australia. Por otro lado, «In These Arms» y «Dry County» llegaron a los diez primeros puestos de la lista británica.
Las revistas Classic Rock y Metal Hammer lo incluyeron en su lista de los 200 mejores álbumes de los años 1990, y la primera también lo colocó en el puesto 30 de sus 100 mejores álbumes de 1992. Por su parte, Kerrang! lo clasificó en el número 21 en su selección de los 100 álbumes que debes escuchar antes de morir.

## Antecedentes
La extensa gira New Jersey Syndicate del álbum anterior dejó al quinteto exhausto y estuvo a punto de acabar con su carrera. La principal razón era el agotamiento acumulado entre los miembros tras realizar dos giras seguidas de larga duración: «Tuve que dormir hasta el momento en que me fui. Así de jodidos estábamos. Dos giras de dieciséis meses y medio seguidas. Nunca nos detuvimos, íbamos en el cohete del éxito. Nos quedamos en el camino para siempre. Estábamos tan fritos...», dijo Richie Sambora. «Era realmente difícil poder cuidar de alguien más que de uno mismo. Y siempre solíamos cuidarnos el uno al otro, todavía lo hacemos. Pero todos luchaban con sus demonios y nadie hablaba, y ahí es cuando te aíslas. (...) Todo estaba explotando a nuestro alrededor, y nosotros también», añadió Jon Bon Jovi. A esto se le sumó la mala relación con su mánager, Doc McGhee, quien había estado exprimiendo al grupo durante toda la gira con fines lucrativos. A este respecto, el vocalista señaló que «McGhee debería haber tenido la fe en nosotros para decir, “esto no es un relámpago (un éxito puntual), váyanse a casa, no necesitamos ganar más dinero”. Pero no lo hizo.» Como consecuencia, dos años más tarde se separaron de su mánager y, desde ese momento, el propio líder asumió definitivamente el control de la banda al fundar Bon Jovi Management. Por otra parte, a principios de 1990, cuando estaban a punto de concluir la gira, algunas revistas británicas comenzaron a difundir bulos sobre la supuesta separación del quinteto: Kerrang! escribió que Tico Torres abandonaba la formación y The Sun afirmó que Richie Sambora quería marcharse porque no estaba contento con su parte del dinero y se iba a ir con Cher, algo que el grupo desmintió posteriormente.
Tras finalizar la gira, decidieron hacer un paréntesis por tiempo indefinido y los chicos comenzaron a realizar trabajos por su cuenta: El 7 de agosto de 1990 Jon Bon Jovi publicó Blaze of Glory, una banda sonora de estilo wéstern escrita para la película Young Guns II. En 1991 Sambora lanzó su primer álbum en solitario, Stranger in This Town, y David Bryan participó en la composición y grabación de la banda sonora de la película Netherworld. Esto acrecentó los rumores sobre una posible disolución, sobre todo cuando el vocalista se mostró dubitativo respecto a la continuidad del conjunto; reconoció que había problemas y que las cosas no estaban bien en ese momento: «No quiero que la banda se separe. Quiero que estemos juntos. Realmente ha sido mi amor y siento una lealtad hacia esos cuatro muchachos que solo siento hacia mi familia inmediata», y añadió: «Solo la mantendré unida si es divertido. No puedo hacerlo por dinero y no puedo hacerlo para mantener feliz a la compañía discográfica. No puedo hacerlo a menos que sea un buen momento». Finalmente contrataron a un mediador externo para ayudarlos a solucionar estas fricciones: «Eso fue una gracia salvadora para la banda porque finalmente teníamos un lugar donde podíamos ser honestos y hablar entre nosotros sobre lo que era bueno, lo que era malo y lo que era indiferente» (...) «Y cuando aclaramos el ambiente y nos dimos cuenta, “Vaya, eso no fue nada, vamos a hacer el próximo disco”, todos regresamos con la cabeza despejada. Entramos dos años después e hicimos Keep the Faith».
Al margen de esto, el grupo se volvió a reunir a finales de 1990 para realizar una minigira benéfica por Japón y, el 25 de marzo de 1991, participaron en la 63.ª edición de los Premios Óscar para interpretar la canción «Blaze of Glory» de Jon Bon Jovi que había sido nominada en la categoría de mejor canción original.

## Música y estilo

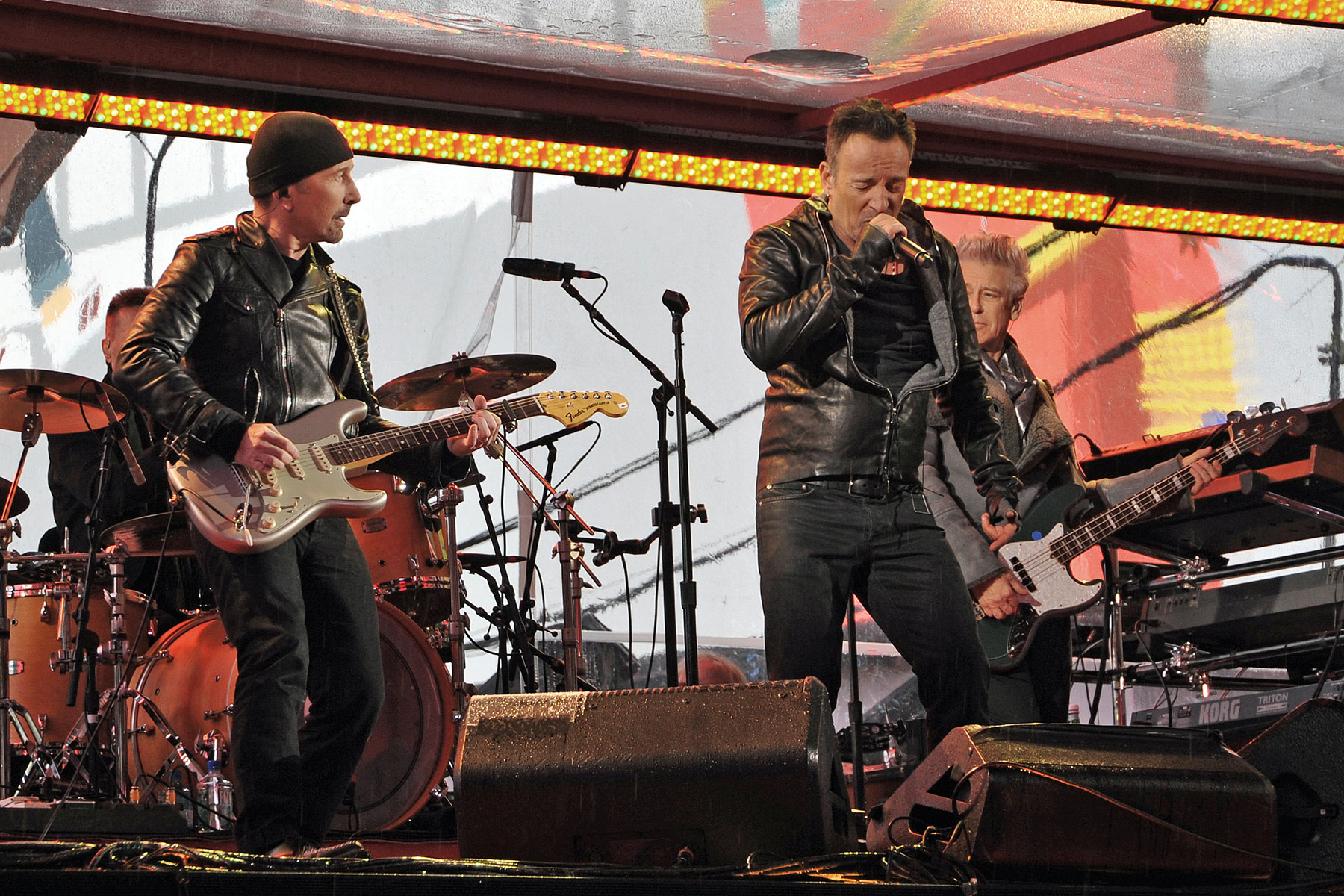
U2 y sobre todo Bruce Springsteen (en la imagen), son dos de las principales influencias del álbum.

En 1992 Jon Bon Jovi y Richie Sambora, en colaboración con Desmond Child, se volvieron a reunir para trabajar en la composición del nuevo álbum. En aquel momento, las hair bands de los ochenta habían pasado de moda y los grupos de rock alternativo en general y de grunge en particular dominaban la escena del rock. Por este motivo, ambos entendieron que continuar por la senda de discos anteriores era absurdo y optaron por renovar su música, pero al mismo tiempo eran conscientes de que no debían perseguir las tendencias, en lugar de eso, modificaron su tradicional estilo de arena rock y se inclinaron hacia el blues rock con «Blame It On The Love Of Rock 'N' Roll» y «I'll Sleep When I'm Dead», pero sobre todo se inspiraron fuertemente en el álbum Tunnel of Love de Bruce Springsteen, especialmente en piezas como «I Believe», «I'll Sleep When I'm Dead» o «Dry County». También tomaron como referencia a otros artistas como Big Country en «I Believe», a The Rolling Stones y The Black Crowes en «I'll Sleep When I'm Dead»,  a Bad Company en «Dry County» o a John Mellencamp en «Little Bit of Soul».
Por otra parte, con «Bed of Roses» se alejaron de las power ballads que tanto habían explotado con éxito en la década anterior y se inspiraron en las baladas contemporáneas para adultos de Bryan Adams, como «(Everything I Do) I Do It for You» de 1991. Sin embargo, también asumieron algunos riesgos con temas como «If I Was Your Mother», donde comienzan con un riff de estilo trash metal para después dar paso a una sección más tranquila con cuerdas y voces distorsionadas, la canción principal «Keep the Faith» y la versión del álbum de «Dry County». En general, su música evolucionó hacia un rock más sofisticado y contemporáneo, a la vez que se mezcló con una raíz más clásica y más madura. También la letra de las canciones experimentó un cambio hacia una perspectiva más adulta y consciente, lo que derivó en el trabajo más profundo y oscuro que hicieron hasta la fecha.
Al igual que con sus dos anteriores trabajos, los chicos de Bon Jovi viajaron a los estudios Little Mountain Sound de Vancouver (Canadá) para trabajar junto con Bob Rock en la producción del nuevo LP. En total grabaron más de treinta canciones, en su mayoría escritas por Bon Jovi y Sambora, pero también hubo algunas aportaciones de Desmond Child o incluso de David Bryan.
El cambio de sonido vino también acompañado de un cambio estético. El quinteto abandonó el estilo que les había caracterizado en los ochenta, dejaron atrás las ostentosas vestimentas y se cortaron las melenas para adoptar un estilo más acorde a la década de los noventa. Esto provocó numerosas críticas por parte de sus detractores y algunos de sus fanáticos, quienes no daban nada por ellos tras esta transformación, pero a la larga este rechazo no tuvo una incidencia significativa a nivel comercial y el disco terminó siendo un éxito.

## Nombre y portada

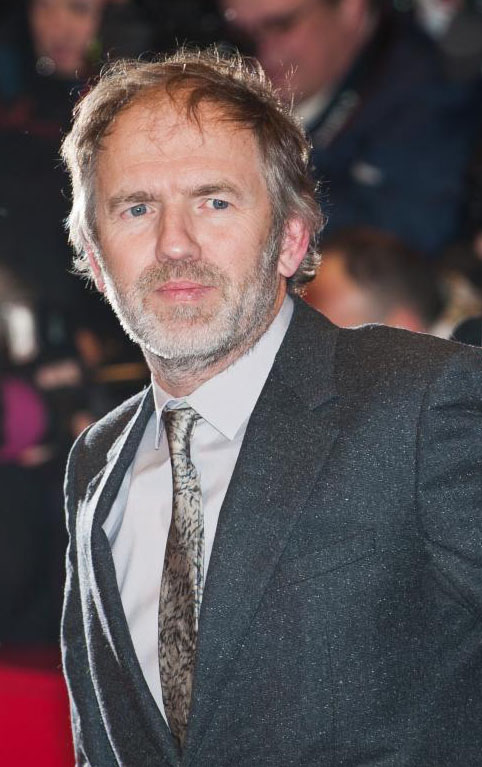
Anton Corbijn, autor de la fotografía del álbum.

La portada es obra del fotógrafo Anton Corbijn, conocido por sus trabajos con Depeche Mode. En ella aparecen las manos de los cinco miembros del grupo, juntas y sucias, una encima de la otra, con la intención de imitar la típica apuesta que hace un equipo antes de iniciar un partido. La idea, tanto del título (esp. Mantén la fe)  como de la portada, era mostrar la unidad de la banda tras los rumores de separación de los últimos años, además de reflejar el cansancio y la grandeza de una formación con recorrido que se enfrentaba con fe a la incertidumbre de una nueva época dominada por un sonido muy diferente al suyo. Según Jon Bon Jovi: «El género musical del que éramos parte estaba desapareciendo y, ya sabes, aquí estaba esta señal de fe, que era todo lo que realmente teníamos para seguir adelante» (...) «Entramos en los años noventa con un objetivo claro, que era creer el uno en el otro y tener fe en lo que éramos».

## Recepción comercial
Keep the Faith se lanzó al mercado el 3 de noviembre de 1992. Debido al cambio tan radical respecto a sus anteriores trabajos y al auge del grunge, que había desplazado a las bandas de hard rock, muchos auguraban el fracaso del álbum. Sin embargo, esta entrega logró tener una buena acogida comercial y vendió doce millones de copias a nivel mundial, además de obtener múltiples certificaciones en países de Norteamérica, Asia y sobre todo Europa.
Alcanzó el número uno en el Reino Unido, donde se mantuvo 78 semanas en el UK Albums Chart, y también llegó a la cima en Australia y Finlandia. Asimismo, se posicionó entre los cinco primeros en Alemania (2), Austria (2), Japón (3), Hungría (3), Países Bajos (3), Suecia (3), Suiza (3) y Estados Unidos (5), y entre los diez primeros en Noruega (7), Canadá (8) y, por primera vez, en España (10). Por otra parte, se convirtió en el álbum más vendido del año 1993 en Suiza, el segundo en Alemania, el tercero en Austria (donde además fue el quinto con más ventas de toda la década de los noventa) y el noveno en los Países Bajos.
En cuanto a las certificaciones, obtuvo el doble disco de platino en los Estados Unidos por alcanzar las dos millones de copias vendidas, cinco discos de platino en Canadá y uno en Alemania tras vender medio millón de copias en ambos países, otro doble platino en Japón por 400 000, un platino en el Reino Unido por 300 000, el triple platino en Australia y Suiza por 150 000, otro doble platino en Austria y uno en España, Países Bajos y Suecia por 100 000, la misma cifra por la que logró el disco de oro en Francia, otro oro en México por 75 000, en Finlandia por 25 000 y en Nueva Zelanda por 7500 unidades vendidas.
A finales de 1992 lanzaron «Keep the Faith» como primer sencillo que obtuvo una buena repercusión en Europa, donde se posicionó entre los diez primeros en Suiza (3), Finlandia (3), Reino Unido (5), Suecia (7), Alemania (8) y Países Bajos (9). Lo mismo sucedió en Oceanía, donde llegó a número 4 en Nueva Zelanda y al 10 en Australia. En Norteamérica ascendió hasta el quinto puesto de la lista canadiense, pero tan solo alcanzó el número 29 del Billboard Hot 100. Ya en 1993, sacaron al mercado su segundo sencillo, «Bed of Roses», con el que, a diferencia del anterior, sí obtuvieron una buena repercusión en los Estados Unidos, donde alcanzaron el número 10 del Hot 100 y el segundo lugar en Canadá. En Europa, sin embargo, tuvo un impacto menor que su predecesor y tan solo entró al top 10 en los Países Bajos (9), Suiza (9) y Alemania (10), mientras que en el Reino Unido se posicionó en el número 13 y logró hacerse con el disco de plata. También obtuvo el disco de oro en Australia, donde llegó al puesto 10. Cabe mencionar que el grupo editó una versión en español de «Bed of Roses» titulada «Cama de rosas», en exclusiva para México, aunque se desconoce su alcance en la lista.
Ese mismo año publicaron otros tres sencillos: «In These Arms», «I'll Sleep When I'm Dead» y «I Believe», pero solo lograron posicionar al primero entre los diez más vendidos en Canadá (6), Países Bajos (7), Reino Unido (9) y Australia (10). No obstante, «I Believe» alcanzó el puesto 11 en el Reino Unido. En 1994 sacaron al mercado el último sencillo del álbum, una versión recortada de «Dry County» que llegó al número 6 en Finlandia, al 9 en el Reino Unido y al 10 en Suiza.

## Recepción de la crítica
Por lo general, la crítica especializada valoró positivamente el álbum, haciendo especial alusión a la modernización del sonido de la banda, y si bien tuvieron opiniones dispares en cuanto a algunas canciones, coincidieron en señalar a «In These Arms», «Dry County» y «Bed of Roses» como las más destacadas del disco.
La revista Kerrang! comenzó su crítica rememorando los tiempos de Slippery When Wet y asumió que Bon Jovi estaba evolucionando y actualizándose, y puso como ejemplo el tema «Keep the Faith» y su influencia de U2. Sin embargo, consideraba que la mitad del disco era «material de antaño» y catalogó los temas roqueros de «vergonzosos». En este sentido, mencionó a «Fear», «If I Was Your Mother» y «Blame It On The Love Of Rock 'N' Roll» como «rellenos sin encanto», y añadió que en esta última sonaban «viejos, ricos, cínicos... y basura». En contraposición, valoró positivamente otras piezas como «I Believe», que catalogó como «exuberante rock épico evocador de Big Country y Springsteen», «Little Bit of Soul», «Dry County» y especialmente «In These Arms», a la que se refirió como «la canción más fuerte del disco». Asimismo, definió a las baladas «Bed of Roses» y «I Want You» como dos pistas «tan cliché como sus títulos, sin inspiración pero sólidas y fiables».
La revista Rock Hard comenzó su crítica exponiendo que «[teniendo a Metallica y a Nirvana] ¿Quién necesita hoy a Bon Jovi?, se preguntarán algunos?», y prosigue: «después de escuchar el nuevo trabajo, esta pregunta resulta completamente superflua, porque lo que Bon Jovi ha logrado aquí es insuperable». Asimismo, alabó las trece canciones del álbum y apuntó a que «sólo una ('Woman in Love') no alcanza el nivel de las demás», también destacó los temas «In These Arms», «Bed of Roses», «If I Was Your Mother» y «Dry County» y los definió como «posiblemente los mejores que la banda haya escrito jamás».
Por su parte, Johnny Loftus de AllMusic destacó la «descarada» influencia de Bruce Springsteen en el álbum. En referencia a «Bed of Roses», alabó la decisión de inspirarse «sabiamente» en el adult contemporary de Bryan Adams en lugar de «aferrarse estúpidamente» a las power ballads de los ochenta. Sin embargo, consideró que algunas de las canciones «sencillas» de hard rock fallaron, ya que no brillaron como el material antiguo y salieron perdiendo en comparación de otras más inspiradas como «In These Arms». Finalmente, concluyó que Keep the Faith merecía muchos puntos por su ambición y que había logrado actualizar el sonido de la banda, a pesar de haber utilizado «piezas de repuesto usadas».

## Gira y conciertos

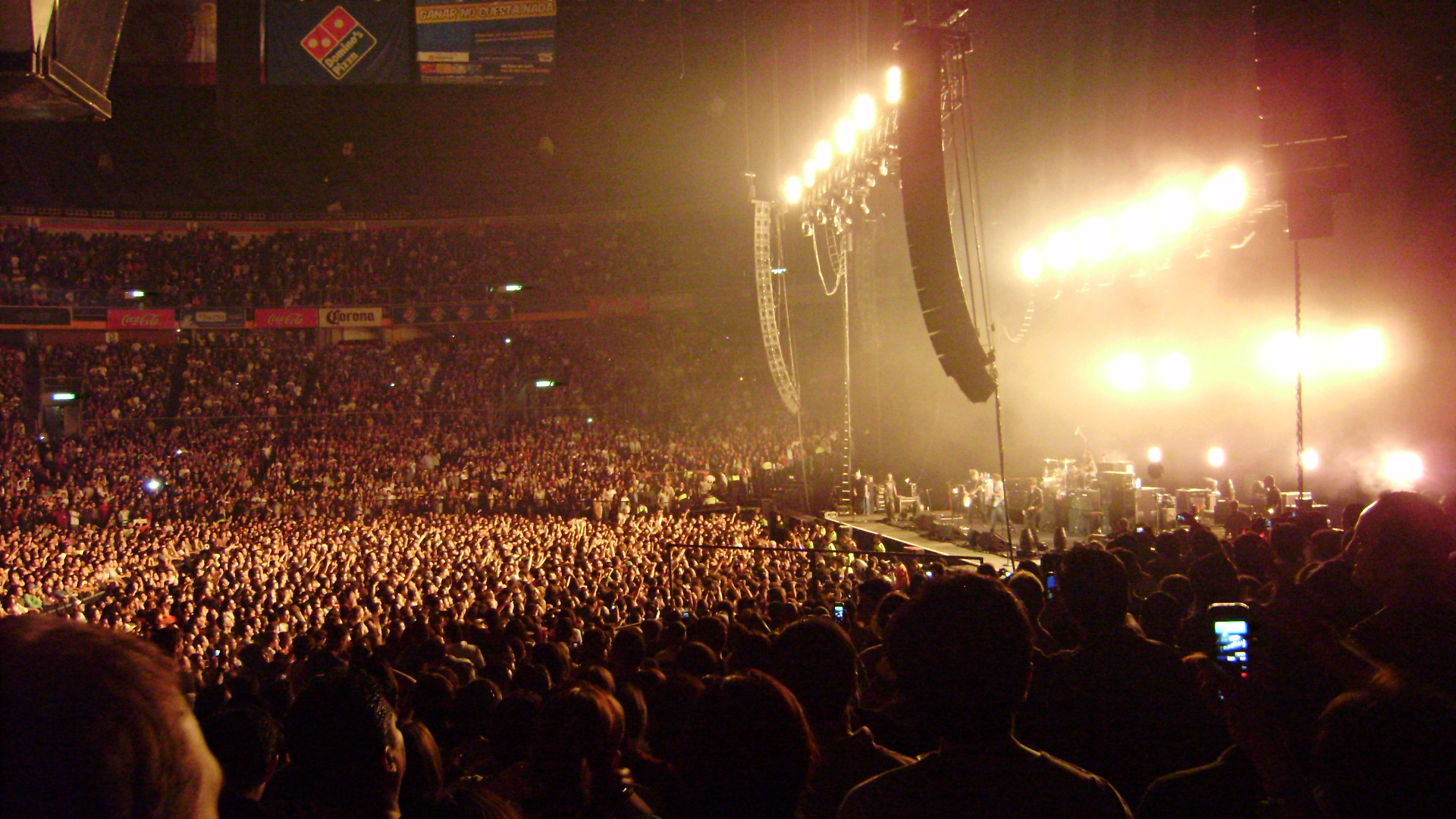
Palacio de los Deportes de México, donde Bon Jovi actuó en octubre de 1993.

Antes del lanzamiento del álbum, el 23 de octubre de 1992 Bon Jovi ofreció una actuación para la MTV denominada An Evening with: Bon Jovi que tuvo lugar en los estudios Astoria de Nueva York. Allí interpretaron algunos temas del nuevo disco, canciones antiguas y de otros artistas, tanto en eléctrico como en acústico, y lo publicaron en vídeo a principios de 1993.
A diferencia de lo acontecido con los álbumes anteriores, el grupo realizó dos giras para promocionar su nuevo trabajo, el Keep the Faith Tour y el I'll Sleep When I'm Dead Tour. Comenzaron su primera andadura el 8 de febrero de 1993 en Canadá y posteriormente actuaron en los Estados Unidos. El 31 de marzo viajaron a Europa, donde ofrecieron conciertos en países como Alemania, Reino Unido, Francia, Italia o España, entre otros. En este último actuaron en el Palau Sant Jordi y el Palacio de los Deportes de Barcelona, en el Velódromo de Anoeta de San Sebastián y en el Palacio de los deportes de Madrid. El 3 de junio iniciaron una serie de actuaciones por Japón, donde visitaron las ciudades de Tokio, Osaka, Hiroshima, Nagoya, Maebashi y Yokohama.
La segunda gira la empezaron el 24 de junio en San Diego (Estados Unidos) y continuaron ofreciendo espectáculos en ese país hasta el 8 de agosto, a excepción de los días 13 y 14 de julio que actuaron en Ciudad de México, y el 2 de agosto, cuando hicieron una breve parada en Canadá. Tras dos semanas de descanso, el 20 de agosto regresaron a Europa y repitieron conciertos en varios países, pero también visitaron algunos nuevos como Grecia, la República Checa o Portugal, entre otros. El 23 de septiembre aterrizaron en Asia y actuaron en Taiwán, Hong Kong, Tailandia, Filipinas y Singapur, para después viajar a Australia entre el 4 y el 17 de octubre. El día 29 de ese mes, regresaron a Ciudad de México y comenzaron una gira por Latinoamérica, en la que viajaron a Guatemala, Costa Rica, Paraguay, Venezuela, Brasil, Chile, Argentina y la concluyeron el 16 de noviembre en Monterrey (México). Entremedias, se vieron obligados a cancelar su actuación en Perú por motivos de seguridad relacionados con el terrorismo. Las últimas actuaciones las ofrecieron en Canadá, donde culminaron la gira el 17 de diciembre en San Juan de Terranova.
En total, entre las dos giras, la banda realizó 177 conciertos y visitó 37 países.

## Lista de canciones
| N.º   | Título                                | Escritor(es)                            | Duración |  |
| 1.    | «I Believe»                           | Jon Bon Jovi                            | 5:52     |  |
| 2.    | «Keep the Faith»                      | Bon Jovi, Richie Sambora, Desmond Child | 5:46     |  |
| 3.    | «I'll Sleep When I'm Dead»            | Bon Jovi, Sambora, Child                | 4:43     |  |
| 4.    | «In These Arms»                       | Bon Jovi, Sambora, David Bryan          | 5:20     |  |
| 5.    | «Bed of Roses»                        | Bon Jovi                                | 6:34     |  |
| 6.    | «If I Was Your Mother»                | Bon Jovi, Sambora                       | 4:27     |  |
| 7.    | «Dry County»                          | Bon Jovi                                | 9:52     |  |
| 8.    | «Woman in Love»                       | Bon Jovi                                | 3:50     |  |
| 9.    | «Fear»                                | Bon Jovi                                | 3:07     |  |
| 10.   | «I Want You»                          | Bon Jovi                                | 5:36     |  |
| 11.   | «Blame It on the Love of Rock & Roll» | Bon Jovi, Sambora                       | 4:24     |  |
| 12.   | «Little Bit of Soul»                  | Bon Jovi, Sambora                       | 5:44     |  |
| 66:10 |                                       |                                         |          |  |

| Edición original europea |                              |                   |          |  |
| N.º                      | Título                       | Escritor(es)      | Duración |  |
| 13.                      | «Save a Prayer» (tema extra) | Bon Jovi, Sambora | 5:57     |  |

| Edición original japonesa |                                        |                   |          |  |
| N.º                       | Título                                 | Escritor(es)      | Duración |  |
| 13.                       | «Save a Prayer» (tema extra)           | Bon Jovi, Sambora | 5:57     |  |
| 14.                       | «Starting All Over Again» (tema extra) | Bon Jovi, Sambora | 3:47     |  |

| Edición original latinoamericana |                                                        |          |  |
| N.º                              | Título                                                 | Duración |  |
| 13.                              | «Cama de rosas» (versión en español de «Bed of Roses») | 5:03     |  |

| Edición especial japonesa de 1998 (disco 2) |                                                                            |          |  |
| N.º                                         | Título                                                                     | Duración |  |
| 1.                                          | «Keep the Faith» (interpretada en vivo en el teatro Count Basie en 1992)   |          |  |
| 2.                                          | «In These Arms» (interpretada en vivo en el teatro Count Basie en 1992)    |          |  |
| 3.                                          | «I Believe» (interpretada en vivo en el teatro Count Basie en 1992)        |          |  |
| 4.                                          | «I'll Sleep When I'm Dead» (interpretada en vivo en Milton Keynes en 1993) |          |  |
| 5.                                          | «I'll Sleep When I'm Dead» (interpretada en vivo en Wembley en 1995)       |          |  |
| 6.                                          | «Bed of Roses» (en acústico)                                               |          |  |
| 7.                                          | «Cama De Rosas» (versión en español de «Bed Of Roses»)                     |          |  |
| 8.                                          | «Save a Prayer» (demo)                                                     |          |  |
| 9.                                          | «Starting All Over Again» (demo)                                           |          |  |

| Edición especial de 2010 |                                      |          |  |
| N.º                      | Título                               | Duración |  |
| 13.                      | «Keep the Faith» (en vivo)           | 7:56     |  |
| 14.                      | «I'll Sleep When I'm Dead» (en vivo) | 5:20     |  |

| Lados B y canciones no incluidas | |          |  |
| N.º                              | Título | Duración |  |
| 1.                               | «Bed of Roses (Acoustic)» (lado B del sencillo «In These Arms».)                                                                          | 4:20     |  |
| 2.                               | «Billy» (demo. Incluido en la caja recopilatoria 100M Bon Jovi Fans Can't Be Wrong.)                                                      | 4:33     |  |
| 3.                               | «Cama de rosas» (versión en español de Bed Of Roses publicado como sencillo exclusivo para México.)                                       | 5:03     |  |
| 4.                               | «Every Beat Of My Heart» (demo. Incluido en la caja recopilatoria 100M Bon Jovi Fans Can't Be Wrong.)                                     | 4:49     |  |
| 5.                               | «Love Ain't Nothing But A Four Letter Word» (demo. Incluido en la caja recopilatoria 100M Bon Jovi Fans Can't Be Wrong.)                  | 4:15     |  |
| 6.                               | «Miss Fourth of July» (demo. Incluido en la caja recopilatoria 100M Bon Jovi Fans Can't Be Wrong.)                                        | 5:41     |  |
| 7.                               | «I Wish Everyday Could Be Like Christmas» (lado B del sencillo «Keep The Faith».)                                                         | 4:25     |  |
| 8.                               | «Outlaws Of Love» (demo. Incluido en la caja recopilatoria 100M Bon Jovi Fans Can't Be Wrong.)                                            | 3:20     |  |
| 9.                               | «Save a Prayer» (lado B del sencillo «In These Arms».)                                                                                    | 5:57     |  |
| 10.                              | «Starting All Over Again» (lado B del sencillo «Bed Of Roses».)                                                                           | 3:47     |  |
| 11.                              | «Sympathy» (demo. Incluido en la caja recopilatoria 100M Bon Jovi Fans Can't Be Wrong.)                                                   | 5:24     |  |
| 12.                              | «Taking It Back» (demo. Incluido en la caja recopilatoria 100M Bon Jovi Fans Can't Be Wrong.)                                             | 4:18     |  |
| 13.                              | «The Radio Saved My Life Tonight» (demo. Incluido en la caja recopilatoria 100M Bon Jovi Fans Can't Be Wrong y en el CD-2 de Cross Road.) | 5:09     |  |
| 14.                              | «Why Aren't You Dead?» (demo. Incluido en la caja recopilatoria 100M Bon Jovi Fans Can't Be Wrong.)                                       | 3:32     |  |

## Créditos
| Músicos - Jon Bon Jovi: voz - Richie Sambora: Guitarra y coros - David Bryan: teclado y coros - Tico Torres: batería - Alec John Such: bajo y coros Ingeniería y producción - Productor: Bob Rock - Ingeniería de sonido: Randy Staub - Asistencia de ingeniería de sonido: Brian Dobbs y Darren Grahn - Ingeniero adicional: Obie O'Brien - Mezcla: Bob Rock y Randy Staub - Asistencia de mezcla: Ed Korengo, Greg Goldman y Jim Lavinski - Remasterización digital: George Marino | Imagen y diseño - Dirección artística: Margery Greenspan - Diseño del álbum: Phil Yarnall y Patricia Lie - Fotografía: Anton Corbijn - Fotografía adicional: Caroline Greyshock Estética - Estilista: Lynne Bugai - Peluquería y maquillaje: Helena y Robert Occhipinti |

## Posicionamiento en listas
| Lista (1992-1993)                       | Posición |
| --------------------------------------- | -------- |
| Alemania (Offizielle Top 100)           | 2        |
| Australia (ARIA Top 100 Albums Chart)   | 1        |
| Austria (Ö3 Austria Top 40)             | 2        |
| Canadá (RPM 100 Albums)                 | 8        |
| España (AFYVE Top 100 Álbumes)          | 10       |
| Estados Unidos (Billboard 200)          | 5        |
| Finlandia (SVL)                         | 1        |
| Francia (Top Albums)                    | 21       |
| Hungría (Album Top 40)                  | 3        |
| Italia (Top 100 Artisti)                | 16       |
| Japón (Oricon Albums Chart)             | 3        |
| Noruega (VG-lista)                      | 7        |
| Nueva Zelanda (Official NZ Music Chart) | 15       |
| Países Bajos (Dutch Album Top 100)      | 3        |
| Reino Unido (UK Albums Chart)           | 1        |
| Suecia (Topplistan)                     | 3        |
| Suiza (Top Albums 100)                  | 3        |

| Lista (1992)                          | Posición |
| ------------------------------------- | -------- |
| Alemania (Offizielle Top 100)         | 96       |
| Australia (ARIA Top 100 Albums Chart) | 47       |
| Canadá (RPM 100 Albums)               | 50       |
| Francia (Top Albums)                  | 49       |
| Lista (1993)                          | Posición |
| Alemania (Offizielle Top 100)         | 2        |
| Australia (ARIA Top 100 Albums Chart) | 10       |
| Austria (Ö3 Austria)                  | 3        |
| Canadá (RPM 100 Albums)               | 39       |
| España (AFYVE Top 100 Álbumes)        | 30       |
| Estados Unidos (Billboard 200)        | 49       |
| Países Bajos (Dutch Album Top 100)    | 9        |
| Suiza (Top Albums 100)                | 1        |
| Lista (1994)                          | Posición |
| Alemania (Offizielle Top 100)         | 57       |
| Australia (ARIA Top 100 Albums Chart) | 83       |
| Países Bajos (Dutch Album Top 100)    | 69       |

| Lista (década de 1990) | Posición |
| ---------------------- | -------- |
| Austria (Ö3 Austria)   | 5        |

## Certificaciones
| País                                        | Certificación | Ventas por certificado | Fecha certificación     |
| ------------------------------------------- | ------------- | ---------------------- | ----------------------- |
| Alemania (BVMI)                             | Platino       | 500.000                | 1993                    |
| Australia (ARIA)                            | 3× Platino    | 150.000                | 1993                    |
| Austria (IFPI Austria)                      | 2× Platino    | 100.000                | 18 de enero de 1994     |
| Canadá (CRIA)                               | 5× Platino    | 500.000                | 29 de noviembre de 1993 |
| España (AFYVE)                              | Platino       | 100.000                |                         |
| Estados Unidos (RIAA)                       | 2× Platino    | 2.000.000              | 19 de octubre de 1994   |
| Finlandia (Musiikkituottajat)               | Oro           | 25.000                 | 1993                    |
| Francia (SNEP)                              | Oro           | 100.000                | 1993                    |
| Japón (RIAJ)                                | 2× Platino    | 400.000                | Marzo de 1995           |
| México (AMPROFON)                           | Oro           | 75.000                 | 21 de octubre de 1999   |
| Nueva Zelanda (RIANZ)                       | Oro           | 7500                   | 10 de octubre de 1993   |
| Países Bajos (NVPI)                         | Platino       | 100.000                | 1993                    |
| Reino Unido (BPI)                           | Platino       | 300.000                | 1 de agosto de 1993     |
| Suecia (GLF)                                | Platino       | 100.000                | 24 de marzo de 1993     |
| Suiza (IFPI Suiza)                          | 3× Platino    | 150.000                | 1994                    |
| Ventas totales por certificación: 4.607.500 |               |                        |                         |

## Premios y nominaciones
| Premio                        | Año  | Nominado / trabajo | Categoría                                    | Resultado | Ref.   |
| ----------------------------- | ---- | ------------------ | -------------------------------------------- | --------- | ------ |
| Juno Awards                   | 1994 | Keep the Faith     | Álbum más vendido (extranjero o local)       | Nominado  | [ 94 ] |
| Libro Guinness de los récords | 1992 | Keep The Faith     | Disco de oro más rápido de la década de 1990 | Ganador   | [ 95 ] |

## Reconocimientos
| Publicación                 | Reconocimiento                                | Posición                               |
| --------------------------- | --------------------------------------------- | -------------------------------------- |
| Classic Rock y Metal Hammer | Los 200 mejores álbumes de los años 90        | Los 200 mejores álbumes de los años 90 |
| Classic Rock                | Los mejores álbumes de rock de 1992           | 30                                     |
| Kerrang!                    | 100 álbumes que debes escuchar antes de morir | 21                                     |